# Polyptychus paupercula
Polyptychus paupercula là một loài bướm đêm thuộc họ Sphingidae. Loài này có ở forests từ Liberia tới Uganda.
Chiều dài cánh trước khoảng 27–31 mm đối với con đực, con cái lớn hơn, tối hơn và cánh rộng hơn của con đực.

## Phân loài
- Polyptychus paupercula paupercula
- Polyptychus paupercula senniger Jordan, 1920[1]